# Wharram Percy
Wharram Percy – osada w Anglii, w hrabstwie ceremonialnym North Yorkshire, w dystrykcie (unitary authority) North Yorkshire, w civil parish Wharram. Leży 10 km od miasta Malton. W 1931 roku civil parish liczyła 40 mieszkańców. Wharram Percy jest wspomniana w Domesday Book (1086) jako Warran/Warron.